# Camponotus cuneidorsus
Camponotus cuneidorsus é uma espécie de inseto do gênero Camponotus, pertencente à família Formicidae.